# Шеффілд Шилд
Шеффілд Шилд – чемпіонат Австралії з  крикету, заснований 1892 року.

## Команди
|  | Назва команди (Назва спонсора)                     | Домашня арена          | Перший сезон | Останнє чемпіонство | Перемог |
|  | -------------------------------------------------- | ---------------------- | ------------ | ------------------- | ------- |
|  | New South Wales Blues (SpeedBlitz Blues)           | Сідней Крикет Граунд   | 1892–93      | 2007–08             | 45      |
|  | Вікторіан Бушрейнджерс (DEC Victorian Bushrangers) | Мельбурн Крикет Граунд | 1892–93      | 2009–10             | 28      |
|  | Western Warriors (Retravision Warriors)            | WACA Граунд, Перт      | 1947–48      | 1998–99             | 15      |
|  | Southern Redbacks (West End Redbacks)              | Аделаїда Овал          | 1892–93      | 1995–96             | 13      |
|  | Queensland Bulls (XXXX Gold Queensland Bulls)      | Брисбен Крикет Граунд  | 1926–27      | 2005–06             | 6       |
|  | Tasmanian Tigers (PKF Tasmanian Tigers)            | Беллерів Овал          | 1977–78      | 2010-11             | 2       |

## Формат змагань
Кожен штат має зіграти з кожним вдома та на виїзді, але є такі винятки:
- Південна Австралія провела лише один матч з Вікторією в сезоні 1901/02 років.
- Квінсленд та Південна Австралія зустрічались також лише одного разу в сезоні 1926/27 року.
- Західна Австралія проводила по одній грі з кожним із суперників зі свого дебюту в сезоні 1946/47 років до 1955/56 включно.
- Тасманія також проводила по одній грі з кожною командою упродовж сезонів з 1977/78 до 1981/82 включно.

## Гравці року
Гравця року називають після завершення кожного сезону. 
| Сезон   | Переможець(ці)                           |
| ------- | ---------------------------------------- |
| 1975–76 | Іан Шаппелль (ПА), Грег Шаппелль (КВЛ)   |
| 1976–77 | Річі Робінсон (ВІК)                      |
| 1977–78 | Девід Огілві (КВЛ)                       |
| 1978–79 | Пітер Сліп (ПА)                          |
| 1979–80 | Іан Шаппелль (ПА)                        |
| 1980–81 | Грег Шаппелль (КВЛ)                      |
| 1981–82 | Кеплер Весселс (КВЛ)                     |
| 1982–83 | Кім Г'юз (ЗА)                            |
| 1983–84 | Брайан Девідсон (ТАС), Джон Дайсон (НПУ) |
| 1984–85 | Девід Бун (ТАС)                          |
| 1985–86 | Аллан Бордер (КВЛ)                       |
| 1986–87 | Крейг МакДермот (КВЛ)                    |
| 1987–88 | Дірк Тазелаар (КВЛ), Марк Вог (НПУ)      |
| 1988–89 | Тім Мей (ПА)                             |
| 1989–90 | Марк Вог (НПУ)                           |
| 1990–91 | Стюарт Лоу (КВЛ)                         |
| 1991–92 | Тоні Додемейд (ВІК)                      |
| 1992–93 | Джемі Сіддонс (ПА)                       |
| 1993–94 | Метью Гейден (КВЛ)                       |
| 1994–95 | Дін Джонс (ВІК)                          |
| 1995–96 | Метью Елліотт (ВІК)                      |
| 1996–97 | Енді Бічел (КВЛ)                         |
| 1997–98 | Дене Гіллс (ТАС)                         |
| 1998–99 | Метью Елліотт (ВІК)                      |
| 1999-00 | Даррен Леман (СА)                        |
| 2000–01 | Джемі Кокс (ТАС)                         |
| 2001–02 | Бред Ходж (ВІК), Джиммі Магер (КВЛ)      |
| 2002–03 | Клінтон Перрен (КВЛ)                     |
| 2003–04 | Метью Елліотт (ВІК)                      |
| 2004–05 | Майкл Бевен (ТАС)                        |
| 2005–06 | Енді Бічел (КВЛ)                         |
| 2006–07 | Кріс Роджерс (ЗА)                        |
| 2007–08 | Симон Катіч (НПУ)                        |
| 2008–09 | Філіп Г'юз (НПУ)                         |
| 2009–10 | Кріс Гартлі (КВЛ)                        |
| 2010–11 | Джеймс Гоупс (КВЛ)                       |